# Студитски манастир
Студитски манастир или манастир Светог Јована Крститеља је један од најважнијих манастира средњовековног Цариграда. Монаси овог манастира називани су студити. Иако је манастир напуштен више од пола миленијума, његови закони и обичаји су узели као образац монаси Свете Горе и многи други манастири у православном свету.
Остаци манастира се налазе близу Мраморног мора, у насељу Саматиа. Манастир је подигнут на седмом брду Цариграда, у 462. кварту Саматије. Главни храм манастира је троосна базилика дужине 27,32 метара и ширине 25,28 метара. Бродови су раздвојени у два реда од седам стубова. Укупна површина манастира је око 690 м2. Под храма украшен је мермером и мозаиком птица и животиња.

## Историја
465. године у манастир је населио део акимитита (ακοίμητος -будан, неугасив; "акимити" назив се односио на монахе који су најчешће читали псалтир ("псалтир никада не стаје") 24 часова дневно, тако што су се мењали и на тај начин је њихов манастир увек био будан, неугасив) у периоду када су активно учествовали у борби против царева који су били иконокласти. У овом манастиру замонашило се три императора Михајло V (1041-1042), Михајло VII Дука (1071-1078) и Исак I Комнин (1057-1059). Сматра се да је у најсрећнијим временима у манастиру живело око 700 монаха. Игумани манастира Антоније и Алексије постали су цариградски патријарси.
Игуман студијски Сава је снажно бранио православне доктрине против иконокласта на Седмом васељенском сабору у Никеји (787). Његов наследник био је Теодор Студит, по коме је манастир највише постао славан. Игуман Николај (848-845 и 855-858) одбио да призна патријарха Фотија и зато је био затворен у манастиру. У време Исака I, манастир украшена је унутрашњост, а након абдикације с престола умро је у манастиру, где и је сахрањен.
Средином 11. века, у време игумана Симеона, критиковао јр обичаје Римској цркви у две књиге, у којима је писао о употреби бескавсног хлеба суботом и брака свештеника.
Што се тиче духовног живота манастира, посебно је познат по својој чувени калиграфској школи коју је основао Теодор. У 8. и 11. веку манастир је био средиште византијске верске поезије. У православној цркви још увек се користи низ песама.
1204. манастир је уништен од стране крсташа и није у потпуности обновљен до 1290, од стране Константина Палеолога, када су зидови изграђени око манастира и нови кров. Већина манастира је поново уништена када су Османлије освојиле Константинопољ 1453. Он је претворен у џамију од стране албанског Елиас Бега и проглашен је за Имрахор џамију у време Бајазита II 1486.

## Манастир данас
Данас постоји само један мали дио цркве, и сматра се да је најстарији у граду. Комплетном рушењу зграде допринели су пожари 1782. и 1920. године, и земљотрес из 1894. године. Остаци манастира коришћени су за изградњу зграда након земљотреса 1920. године.
Након завршетка обнове, постоји намера тусрких власти да се комплекс поново претвори у џамију.